# Ferdinand von Schlemmer
Wilhelm Ferdinand von Schlemmer (* 21. September 1788 in Breslau; † 4. Februar 1875 in Münster) war ein preußischer Generalmajor.

## Leben

### Herkunft
Er war der Sohn von Johann Adam von Schlemmer († 1809) und dessen Ehefrau Charlotte Christiane, geborene Herrmann († 1798). Sein Vater hatte als Major im Infanterieregiment „von Hohenlohe“ am 31. März 1793 den Orden Pour le Mérite erhalten und war zuletzt als Oberst Kommandant der Festung Silberberg.

### Militärkarriere
Schlemmer besuchte ab Mitte Dezember 1800 das Kadettenhaus in Berlin. Am 27. Dezember 1805 wurde er als Gefreiterkorporal im Infanterieregiment „von Pelchrzim“ angestellt. Dort avancierte er 1806 zum Portepeefähnrich und wurde während des Vierten Koalitionskrieges bei der Verteidigung von Neiße verwundet.
Mit einem Patent vom 19. Dezember 1806 kam Schlemmer am 26. April 1809 als Sekondeleutnant zur Schlesischen Artilleriebrigade und absolvierte zur weiteren Ausbildung 1810/1812 die Allgemeine Kriegsschule. In den Befreiungskriegen kämpfte Schlemmer 1813/1814 in der Schlacht bei Bautzen, wofür er das Eiserne Kreuz II. Klasse erhielt, bei Dresden, Leipzig sowie bei Laon.
Bis zum 31. Juli 1815 stieg er zum Kapitän auf und kam nach dem Friedensschluss am 23. Mai 1816 zur 4. Artillerie-Brigade. Mit seiner Beförderung zum Major war Schlemmer vom 21. April 1828 bis zum 29. März 1834 als Kommandeur der III. Abteilung in der 3. Artillerie-Brigade in Magdeburg tätig. Anschließend beauftragte man ihn mit der Führung der 7. Artillerie-Brigade in Köln. Am 30. März 1835 wurde er zum Brigadier ernannt und in dieser Stellung folgte am 30. März 1839 die Beförderung zum Oberstleutnant sowie am 10. September 1840 zum Oberst.
Am 21. Januar 1847 wurde Schlemmer mit Pension zur z. D. gestellt. Ein halbes Jahr später erhielt er den Charakter als Generalmajor und man stellte Schlemmer eine Kommandantenstelle in Aussicht. Da diese jedoch auf absehbare Zeit nicht verfügbar war, gewährte man ihm am 24. Oktober 1848 seinen Abschied mit der gesetzlichen Pension.

### Familie
Schlemmer hatte sich am 14. Juni 1819 in Breslau mit Henriette Hagemann (1799–1874) verheiratet. Sie war die Tochter des Generalpächters Karl Andreas Alexander Hagemann.